# Arnold Keyserling
Arnold Alexander hrabě Keyserling (9. února 1922 Friedrichsruh u Hamburku – 7. září 2005 Matrei am Brenner, Tyrolsko) byl německý filosof a teolog. Je synem Hermanna hraběte Keyserlinga a pravnukem Otty von Bismarck.